# K-Meleon
K-Meleon - браузер для операційної системи Windows. Розробка браузера почалася у 2000 році. Головний координатор проекту - Dorian Boissonnade.

## Основні можливості браузера
- Перегляд сайтів у вкладках
- Збереження сесій (вкладок), під різними назвами. Це важливо - в інших браузерах не помічалося.
- Робота з системами закладок браузерів Netscape, Mozilla Firefox, Internet Explorer, Opera одночасно або вибирати систему закладок певного браузера.
- Жести мишею
- Блокування спливаючих вікон
- Повна настроюваність панелей інструментів, меню і клавіатурних скорочень
- Можливість використання макросів. Приклади макросів є в бібліотеці макросів браузера.
- Повна підтримка цифрових сертифікатів WebMoney.
- Управління  особистими даними, а також можливість очищення історії відвідувань, cookies та інших приватних даних.

## Вимоги до ресурсів
Для роботи K-Meleon необхідна операційна система Windows, 32 Мб оперативної пам'яті і 15 Мб вільного місця на жорсткому диску для повної установки браузера. Браузер відрізняється високою швидкістю завантаження. У даного браузера найшвидше завантаження сторінок при низькій швидкості інтернету.
Браузер розроблений на основі рушія Gecko Mozilla Foundation.